# هومولن
هومولن (به انگلیسی: Humulene) یک ترکیب شیمیایی با شناسه پاب‌کم ۵۲۸۱۵۲۰ است. شکل ظاهری این ترکیب، مایع شفاف سبز مایل به زرد کمرنگ است.